# Берёзовая Гать (Житомирская область)
Берёзовая Гать (укр. Березова Гать) — село на Украине, находится в Пулинском районе Житомирской области.
Население по переписи 2001 года составляет 251 человек. Почтовый индекс — 12034. Телефонный код — 4131.

## Адрес местного совета
12031, Житомирская область, Пулинский р-н, с. Курное, ул. Центральная, 10